# 1719 en science
| Années de la science : 1716 - 1717 - 1718 - 1719 - 1720 - 1721 - 1722    |
| Décennies de la science : 1680 - 1690 - 1700 - 1710 - 1720 - 1730 - 1740 |

Cet article présente les faits marquants de l'année 1719 en science.

## Événements
- Paul Halcke trouve la plus petite solution pour une brique de Pythagore[1].

## Publications
- Johann Jacob Dillenius, Catalogus plantarum sponte circa Gissam nascentium. Il est le premier naturaliste à créer une classe spécifique aux champignons, les « Fungi »[2].
- Michael Bernhard Valentini, Viridarium reformatum, seu regnum vegetabile, Das ist Neu-eingerichtetes und vollständiges Kräuter-buch, Franfort, Anton Heinscheidt.
- Jan Vaerman, Academia Mathematica of Oeffen-school van de Wis-konst, Bruges.
- Adam van Lintz, L'arithmétique des marchands, Amsterdam, Johan Loots, 4 vol.

## Naissances
- 23 janvier : John Landen (mort en 1790), mathématicien anglais.
- 11 juillet : Giuseppe Toaldo (mort en 1798), ecclésiastique, astronome et météorologue italien.
- 11 août : François Mustel (mort en 1803), agronome français.
- 20 août : Christian Mayer (mort en 1783), prêtre jésuite morave, astronome, philosophe et physicien.
- 23 août : Pierre Poivre (mort en 1786), administrateur colonial et agronome français.
- 27 septembre : Abraham Gotthelf Kästner (mort en 1800), mathématicien allemand.
- 30 septembre : François Poulletier de La Salle (mort en 1788), médecin et chimiste français.
- 20 octobre : Gottfried Achenwall (mort en 1772), économiste allemand considéré comme un des inventeurs de la statistique.

## Décès

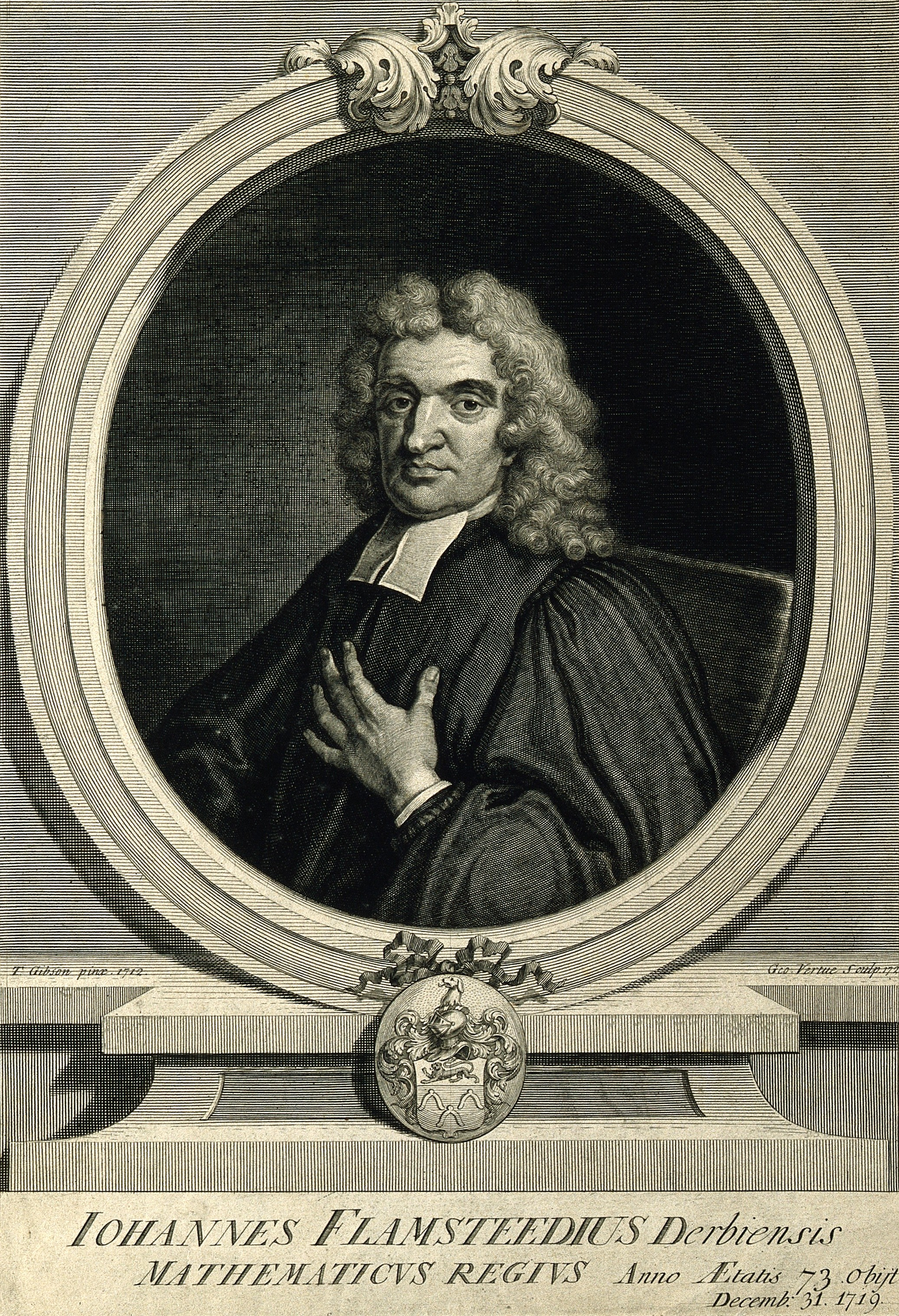
John Flamsteed

- 12 janvier : John Flamsteed (né en  1646), astronome anglais.
- 19 février : Julius Reichelt (né en 1637), astronome et professeur de mathématiques allemand.
- 13 mars : Johann Friedrich Böttger (né en 1682), chimiste et alchimiste allemand.
- 4 juin : Gabriel Philippe de La Hire (né en 1677), mathématicien et astronome français.
- 7 octobre : Pierre Rémond de Montmort (né en 1678), mathématicien français.
- 8 novembre : Michel Rolle (né en 1652), mathématicien français.